# Orion (telescopio espacial)
Los telescopios espaciales Orion eran una serie de dos instrumentos que volaron a bordo de naves espaciales soviéticas durante la década de 1970 para realizar espectroscopía ultravioleta de estrellas.

## Orion 1
El observatorio astrofísico espacial Orion 1 se instaló en la estación orbital Salyut 1. Fue diseñado por Grigor Gurzadyan del Observatorio Byurakan en Armenia. Fue operado en junio de 1971 por el miembro de la tripulación Viktor Patsayev, quien se convirtió así en el primer hombre en operar un telescopio fuera de la atmósfera terrestre. Se han obtenido espectrogramas de estrellas Vega y Beta Centauri entre longitudes de onda 2000 y 3800 Å.

### Especificaciones
- Telescopio ultravioleta
- Sistema óptico: Mersenne
- Espectrógrafo: Wadsworth
- Diámetro del espejo primario: 280 mm
- Distancia focal: 1400 mm
- Rango espectral: 2000–3800 Å
- Resolución espectral a una longitud de onda de 2600 Å: 5 Å
- Película: UFSh 4, ancho 16 mm, rango de sensibilidad: 4000-2500 Å, resolución mejor 130 líneas/mm
- Capacidad del cartucho: 12 m
- Estabilización: de dos etapas, inercial
- Primera etapa: estabilización inercial de tres ejes de la estación Salyut 1;
- Orientación fina: a través de una estrella con una precisión de 15 segundos de arco en cada eje.
- Sensor de estrella: de semidisco (diámetro de entrada: 70 mm; distancia focal: 450 mm), magnitud estelar límite de 5 m.
- Peso: 170 kg

## Orión 2
Orion 2 se instaló a bordo de Soyuz 13 en diciembre de 1973, una nave espacial modificada para convertirse en el primer observatorio espacial tripulado. El observatorio fue operado por el miembro de la tripulación Valentin Lebedev. El diseñador del observatorio fue Grigor Gurzadyan, entonces en el Laboratorio de Astronomía Espacial Garni en Armenia. Se obtuvieron espectrogramas ultravioleta de miles de estrellas con una magnitud estelar tan tenue como 13 con un telescopio de menisco de gran angular. Se obtuvo el primer espectrograma UV satelital de una nebulosa planetaria (IC 2149), que revela líneas espectrales de aluminio y titanio, elementos que no se habían observado previamente en la nebulosa planetaria. También se descubrieron la emisión de dos fotones en esa nebulosa planetaria y un cúmulo de estrellas notable en Auriga.

### Especificaciones
- Telescopio: menisco, sistema Cassegrain (-Maksutov) con prisma objetivo
- Espejo primario: 300 mm
- Distancia focal: 1000 mm
- Campo de visión: 5°
- Registro de espectrogramas: película KODAK 103 UV, diámetro: 110 mm
- Resolución espectral: 8-29 Å a 2000-3000 Å
- Dos conjuntos de sensores de estrellas: cada uno contiene un sensor de estrella de dos coordenadas coaxial al telescopio y uno de una coordenada, en 45° al eje del telescopio.
- Dos espectrógrafos siderales adicionales.
- Precisión del sistema de guía de tres ejes: mejor que 5 segundos de arco en dos ejes transversales del telescopio (a través de la estrella A) y mejor que 30 segundos de arco en el eje óptico (estrella B)
- Sensores de estrella: aperturas de entrada: 80 y 60 mm; distancias focales: 500 y 240 mm; Magnitudes estelares limitantes: 3,5 y 3,0 m.
- Masa: 2240 kg (telescopio: 205 kg)
- Masa devuelta a la Tierra (cartuchos): 4.3 kg